# Аммонит
Аммони́т — разновидность промышленных смесевых взрывчатых веществ.
Представляет собой порошкообразную смесь аммиачной селитры с взрывчатыми нитросоединениями (тринитротолуолом, реже с динитронафталином, гексогеном) и невзрывчатыми горючими компонентами (торф, древесная мука, техническое масло и т. д.). В предохранительные аммониты добавляются пламегасители (например, хлористый натрий). К аммонитам относятся также взрывчатые вещества — аммоналы (смесь NH4NO3 и металлического алюминия в виде порошка или пудры).
Содержание тротила может варьироваться. Тротил улучшает детонационные свойства селитры и повышает бризантность смеси. Изготавливают аммониты простым смешиванием хорошо измолотых компонентов, а в промышленности — сплавлением и грануляцией.
В СССР и Российской Федерации наиболее распространённая марка — «Аммонит № 6-ЖВ» по ГОСТ 21984—76 (а до 1976 года — по ГОСТ 9073—64). Состав:
- водоустойчивая аммиачная селитра 79 ± 1,5 %
- тротил (или гранулотол) 21 ± 1,5 %